# کشیدگی (ستاره‌شناسی)

کشیدگی (زاویهٔ کشیدگی) در اخترشناسی، فاصله ظاهری سیارات درونی نسبت به خورشید از نگاه ناظر زمینی یا بعبارتی برابر با زاویه جدایی یک سیارهٔ درونی (که مدارش درون مدار زمین است) با خورشید از ناظر زمینی به‌عنوان مرجع است. بیشترین [زاویهٔ] کشیدگی سیارهٔ درونی زمانی رخ می‌دهد که سیاره در مسیری از مدارش به دور خورشید باشد که با خط واصل زمین مماس است. وقتی سیاره‌ای به حداکثر کشیدگی می‌رسد، بیشترین فاصله زاویه‌ای و دوری بصری از خورشید دارد و بنابرین در بهترین موقعیت رصدی قرار دارد.
سیارات زهره و عطارد نسبت به زمین دو سیاره درونی هستند که همیشه در اطراف خورشید (قبل یا بعد از آن) رؤیت می‌شوند و به هیچ وجه نیمه‌شب یا در میانهٔ آسمان رؤیت نمی‌شوند. زمانی که سیارهٔ داخلی بعد از غروب خورشید دیده می‌شود در کشیدگی شرقی (در شرق خورشید) و هنگامی که قبل از طلوع خورشید دیده می‌شود در کشیدگی غربی (در غرب خورشید) است.
بیشترین زاویهٔ کشیدگی برای عطارد بین ۱۸ تا ۲۸ درجه و برای زهره بین ۴۵ تا ۴۷ درجه است. این بازهٔ متغیر به علت نسبتاً بیضی بودن مدار سیارات و زمین و شیب مداری آندو (وضعیت‌های مختلف مداری این دو سیاره نسبت به زمین) است.
در اخترشناسی به بیشینه کشیدگی سیارات درونی (زهره یا عطارد)، اصطلاحاً «اتصال یا پیوستن سیاره» یا «احتراق یا سوختن سیاره» (Aspect of Mercury or Venus) می‌گویند. در نزد اخترشناسان اسلامی به‌ویژه اخترگویان و پیشگویان این کشیدگی‌ها عوامل مؤثری در پیشگویی بوده‌است.

## کشیدگی‌های اخیر
حداکثر کشیدگی‌های سال خورشیدی اخیر «۱۴۰۲ (خورشیدی)» سیاره‌های درونی (عطارد و زهره):
- در سال ۱۴۰۲ عطارد چهار کشیدگی شرقی (شامگاهی) و سه کشیدگی غربی (صبحگاهی) قرار دارد:
  - ۲۳ فروردین (شامگاهی)
  - ۱۹ مرداد (شامگاهی)
  - ۱۳ آذر (شامگاهی)
  - ۸ خرداد (صبحگاهی)
  - ۳۱ شهریور (صبحگاهی)
  - ۲۲ دی (صبحگاهی)
- در سال ۱۴۰۲ زهره در چهار ماه اول سال در کشیدگی شرقی (شامگاهی) و از شهریور تا پایان سال در کشیدگی غربی (صبحگاهی) قرار دارد:
  - ۱۵ خرداد (شامگاهی)
  - - (۲۲ مرداد به مقارنه داخلی می‌رسد)
  - اوایل آبان (صبحگاهی)

## کشیدگی سیاره‌های بیرونی و ماه
به اعتباری برای سیاره‌های بیرونی، سیارک‌ها و سیاره‌های کوتوله و ماه زمین، پس از مقارنه؛ کشیدگی به ۹۰ درجه (تربیع) و نهایتاً ۱۸۰ درجه (مقابله) می‌رسد. بهترین زمان برای رصد سیاره‌های بیرونی در هنگام مقابله است زیرا در این زمان علاوه بر اینکه در نزدیکترین فاصله از زمین قرار دارند، در تمام طول شب هم در آسمان هستند.

## پی‌نوشت‌ها و منابع
1. ↑  دگانی، مایر (۱۳۸۵). نجوم به زبان ساده. تهران: گیتاشناسی.
2. 1 2  بیرونی، ابوریحان (۱۳۶۳). التفهیم لاوئل صناعة التنجیم. تهران: هما.
3. ↑  سالنامه رسمی کشور به همراه رخدادهای نجومی 1402 (ویزه نامه تقویم نجومی - مجله نجوم)

- کشیدگی و حداکثر کشیدگی پایگاه خبری نجوم و علم اورانوس